# Мішаний ліс

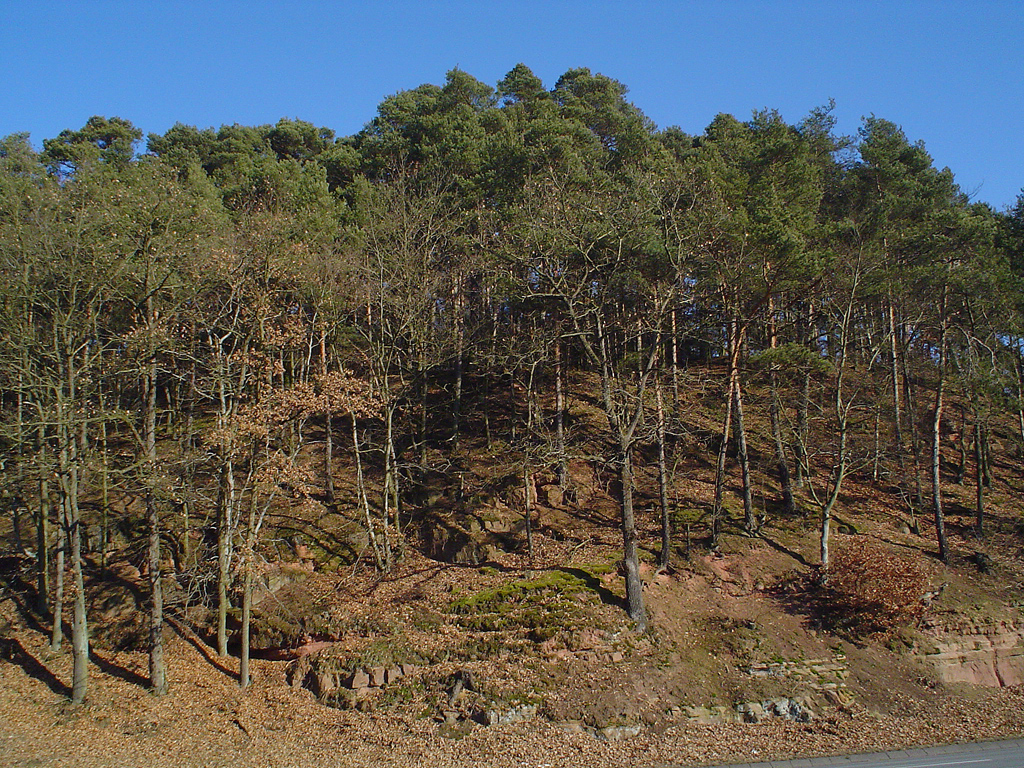
Європейський мішаний ліс, Марбург, Німеччина

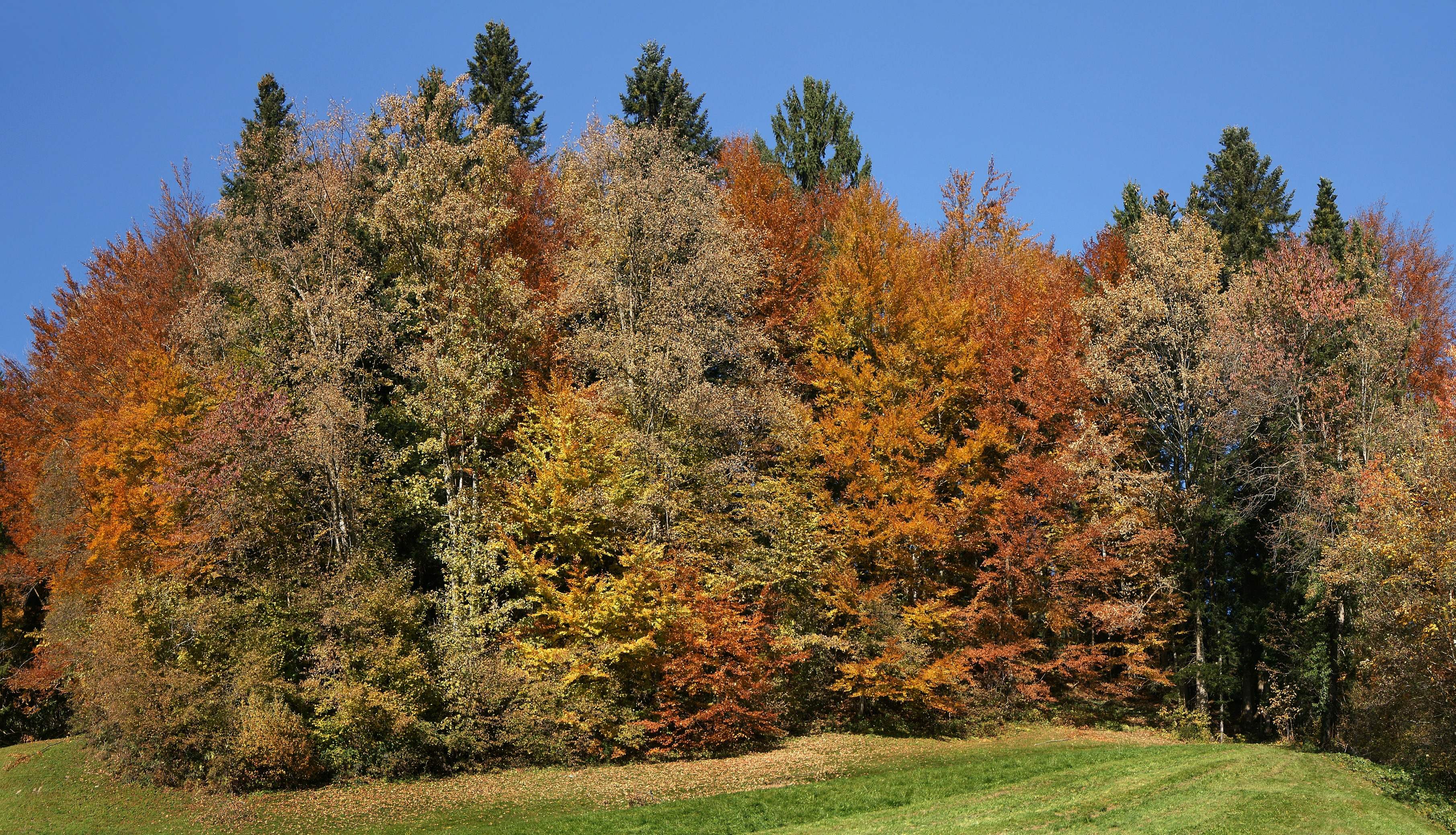
Восени в мішаному лісі

Мі́шаний ліс — природна зона лісів, що утворені хвойними і листяними деревними породами.
Виділяють:
- хвойно-широколистні мішані ліси помірного поясу;
- тропічні мішані ліси з вічнозелених і листопадних дерев;
- субтропічні мішані ліси з лавролистних і хвойних дерев;
- другорядні мішані ліси помірного поясу, утворені дрібнолистними породами з домішками широколистних або хвойних дерев.

## Мішані ліси України
Природна зона мішаних лісів займає рівнинну частину півночі України — це Полісся. Розгалужена річкова мережа, багато боліт, невеличких озер, створена велика штучна водойма — Київське водосховище.
Весна прохолодна. Літо тепле, вологе. Дощова осінь. Зима сніжна, з відлигами. Навесні, під час танення снігів бувають тривалі повені.
У лісах чітко виділяється ярусність. Верхній ярус утворюють дерева, середній, підлісок, — кущі, нижній — трав'янисті рослини, гриби. У північній частині переважає сосна звичайна і дуб звичайний. Південніше частішають в лісах граб, береза, липа, осика, клен, вільха. Серед підліску зустрічається ожина, шипшина, барбарис, ліщина, малина. На заболочених місцях поширені брусниця і чорниця. Навесні в лісі першими зацвітають підсніжники, проліски, ряст, анемона. Пізніше — конвалія, фіалки, купина, сон-трава. Влітку під деревами вегетують лише вологолюбиві, тіневитривалі рослини — папороті, мохи, копитняк. Інші трав'янисті рослини ростуть на галявинах і узліссях. Серед них: звіробій, деревій, валеріана, ромашка, іван-чай. У мішаних лісах багато грибів. Восени дерева скидають листя, більшість трав'янистих рослин відмирає. Опале листя і відмерлі рослини утворюють лісову підстилку, яка затримує вологу в ґрунті.
У зоні мішаних лісів водяться травоїдні звірі: зубр, лось, олень благородний, сарна, заєць, миші. Хижі — вовк, лисиця, рись, тхір чорний, куниця лісова. Всеїдні: дика свиня, борсук, вивірка, їжак. Біля лісових водойм селяться бобри, видри, ондатри. Більшість птахів прилітає навесні: солов'ї, зозулі, шпаки, мухоловки, вивільга звичайна, лелека білий, журавель сірий, кулики, лебеді. Постійними мешканцями зони мішаних лісів є орябок, глухар, тетерук, сова сіра, дятел великий. З рептилій живуть гадюки, вужі та ящірки. У водоймах багато жаб, тритонів. Річки й озера багаті на рибу. У лісовій підстилці, під корою дерев, на рослинах живе багато комах.
Створено Поліський, Рівненський та інші заповідники.